# Lawrence Naesen
Lawrence Naesen (Ostenda, 28 agosto 1992) è un ciclista su strada belga, professionista dal 2017 al 2023 e poi passato al gravel..

## Biografia
È il fratello minore di Oliver, a sua volta ciclista.

## Palmarès

### Gravel
- 2024

1ª tappa Migration Gravel Race  (Aitong > Mahi Moto)

## Piazzamenti

### Grandi Giri
- Giro d'Italia

2021: 119º
2022: 124º

### Classiche monumento
- Milano-Sanremo

2020: 78º
2023: 83º
- Giro delle Fiandre

2019: ritirato
2020: 35º
2021: ritirato
2023: ritirato
- Parigi-Roubaix

2019: ritirato
2021: 75º

### Competizioni mondiali
- Campionati del mondo gravel

Veneto 2022 - Elite: 13º
Veneto 2023 - Elite: 16º
Belgio 2024 - Elite: 16º

### Competizioni europee
- Campionati europei

Alkmaar 2019 - Staffetta mista: 4º
Alkmaar 2019 - In linea Elite: 32º
- Campionati europei gravel

Veneto 2024 - Elite: 16º